# Ngựa hoang Úc

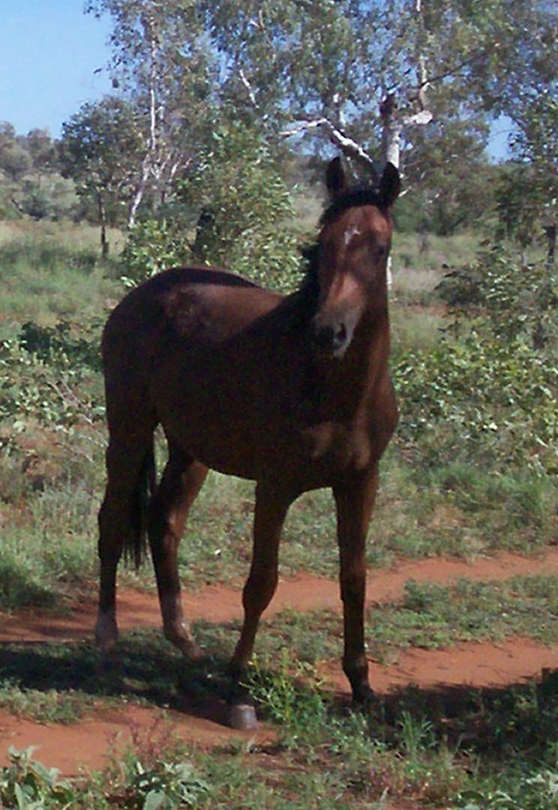
Một con ngựa hoang Úc

Ngựa hoang Úc hay còn gọi là Brumby là những con ngựa hoang tự do ở Australia. Mặc dù được tìm thấy ở nhiều nơi trong nước, các con ngựa hoang Úc nổi tiếng nhất được tìm thấy ở vùng núi Alps của Úc ở đông nam nước Úc. Ngày nay, hầu hết trong số chúng được tìm thấy ở Northern Territory, với dân số lớn thứ hai ở Queensland. Một nhóm các Ngựa hoang Úc được biết đến như một "đám đông" hay "bầy đàn". Ngựa hoang Úc là con cháu của những con ngựa thoát ly hoặc bị xổng trở lại trong tự nhiên, một số trường hợp để những người thuộc địa, những người định cư châu Âu.
Nhiều giống ngựa trong đó có ngựa từ Nam Phi, ngựa Anh và giống ngựa lùn, và một số lượng đáng kể Ngựa Thuần Chủng và ngựa Ả rập. Ngày nay, chúng sống ở nhiều nơi, trong đó có một số ở Vườn quốc gia. Chúng là chủ đề của một số tranh cãi, một số ý kiến coi chúng như là một loài dịch hại và mối đe dọa đến hệ sinh thái bản địa của các nhà hoạt động vì môi trường và Chính phủ, mà còn có ý kiến cho rằng chúng có giá trị bởi những cá nhân, tổ chức khác cho rằng chúng là một phần của di sản nước Úc, với những người ủng hộ ngăn chặn xử lý hoặc tiêu hủy vô nhân đạo.

## Tên gọi
Thuật ngữ Brumby hay Ngựa hoang Úc đề cập đến một con ngựa hoang tại nước Úc, nó sử dụng đầu tiên được ghi trong in ấn là trong các tạp chí Australasia từ Melbourne vào năm 1880, trong đó nói rằng Ngựa hoang Úc là những tên thông dụng ở Queensland cho ngựa 'hoang dã'. Năm 1885, một tạp chí khi cho rằng ngựa hoang Úc là một thuật ngữ của New South Wales, và nhà thơ Banjo Paterson đã nêu trong phần giới thiệu cho bài thơ của ông "Ngựa hoang Úc phi nhanh" xuất bản tại Bulletin vào năm 1894 rằng Ngựa hoang Úc là từ dùng cho những con ngựa tự do.
Một từ thổ dân Úc là baroomby nghĩa là "hoang dã" trong ngôn ngữ của thổ dân người Úc là Pitjara trên sông Warrego và Nogoa ở miền nam Queensland. Một lá thư năm 1896 đến Sydney Morning Herald nói rằng baroombie là từ cho ngựa trong những người thổ dân của Balonne, Nebine, Warrego và Bulloo Rivers. Baramba, đó là tên của một con lạch và trạm ở huyện Queensland của Burnett, được thành lập vào những năm 1840 và sau đó bị bỏ rơi, để lại nhiều của những con ngựa để thoát ra ngoài thiên nhiên. Nó cũng đã được gợi ý rằng tên này xuất phát từ bromach, từ Ireland hoặc bromaigh. 

## Lịch sử

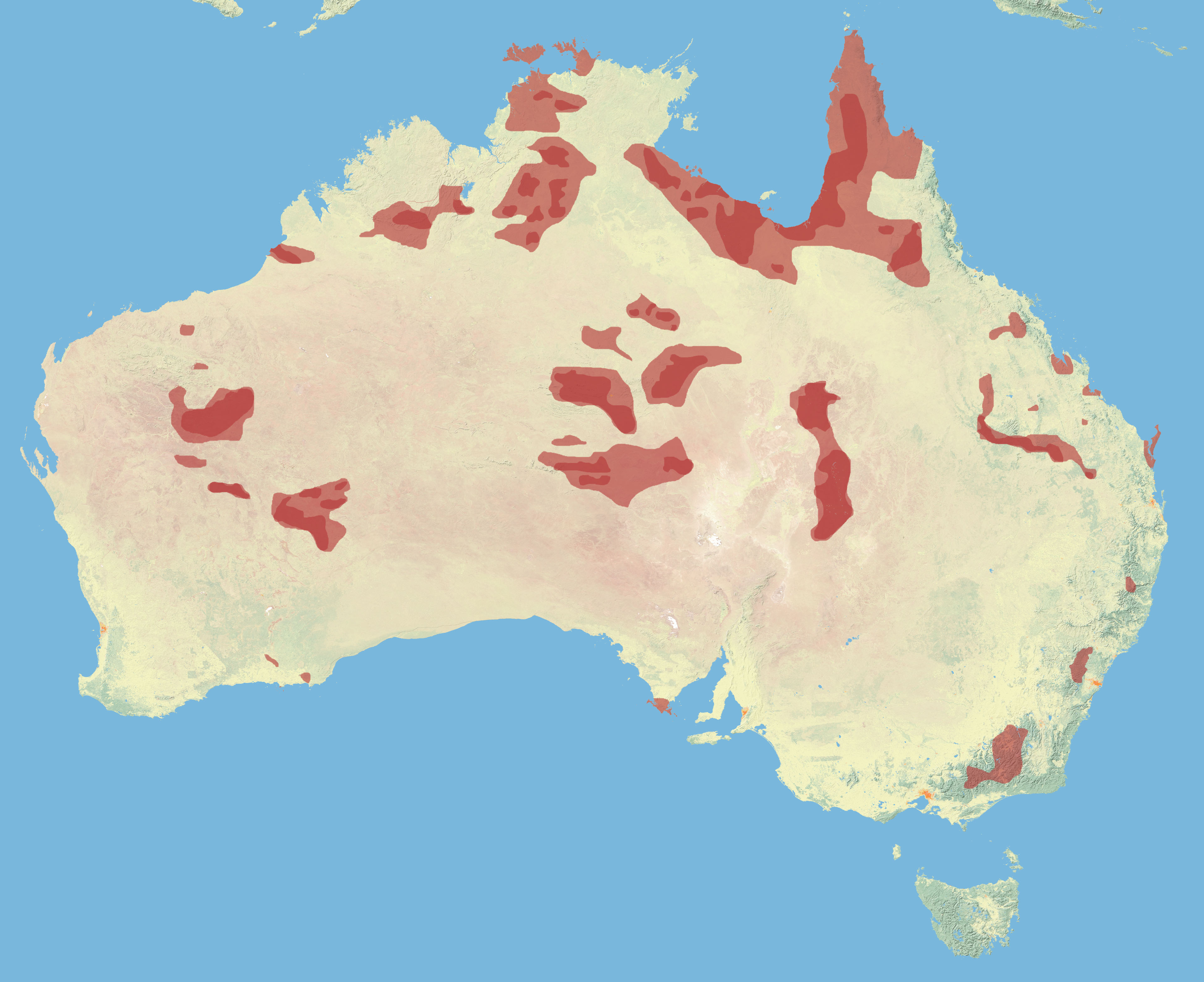
Phân bố của đàn ngựa hoang ở Úc, điểm chấm đỏ là nơi chúng đang sống

Những con ngựa đầu tiên đến Úc vào năm 1788 theo Hạm đội thứ nhất. Chúng đã được nhập khẩu cho công việc đồng áng, cưỡi ngựa giải trí và kéo xe. Năm 1800, chỉ có khoảng 200 con ngựa được cho là đã đến Úc. Đua ngựa đã trở thành phổ biến khoảng năm 1810, kết quả là một dòng Ngựa Thuần Chủng nhập khẩu, chủ yếu là từ nước Anh. Khoảng 3.500 con ngựa đã được sống tại Australia năm 1820, và con số này đã tăng lên đến 160.000 năm 1850, chủ yếu do tăng tự nhiên. Các cuộc hành trình dài bằng đường biển từ nước Anh, châu Âu và châu Á có nghĩa rằng chỉ có những con ngựa khỏe nhất mới sống sót sau chuyến đi đã làm cho chúng trở nên đặc biệt khỏe mạnh và mạnh mẽ.
Ngựa được khả năng giới hạn chủ yếu cho khu vực Sydney cho đến đầu thế kỷ 19, khi người định cư đầu tiên vượt qua dãy núi Blue và mở rộng nội địa. Ngựa được yêu cầu cung cấp cho việc đi lại, và cho chăn thả gia súc và cừu như các ngành công nghiệp mục vụ lớn. Báo cáo đầu tiên của một con ngựa chạy thoát là vào năm 1804, và đến năm 1840 một số con ngựa đã thoát khỏi khu vực định cư của Úc. Có khả năng là một số trốn thoát vì hàng rào đã không được xây cất đúng cách, khi hàng rào không hề tồn tại, nhưng người ta tin rằng hầu hết những con ngựa của Úc đã trở thành hoang dã bởi vì chúng đã được thả vào tự nhiên và phải tự lo cho bản thân mình. Điều này có thể là kết quả của người chăn gia súc từ bỏ các khu định cư của chúng, và vì thế con ngựa của chúng, do các điều kiện khô hạn và đất xa lạ mà kết hợp để làm cho nông dân ở Úc đặc biệt khó khăn.
Sau Thế chiến I, nhu cầu đối với những con ngựa của lực lượng quốc phòng giảm với tốc độ gia tăng cơ giới, dẫn đến một sự tăng trưởng về số lượng các loài động vật không mong muốn thường được thả rông tự do. Trong suốt thế kỷ 20, việc thay thế sức ngựa bằng máy móc trong nông nghiệp dẫn đến té ngã hơn nữa nhu cầu về ngựa, và do đó có thể cũng đã góp phần làm gia tăng quần thể ngựa hoang dã. Hiện nay, Australia có ít nhất 400.000 con ngựa được chuyển vào vùng lục địa. Người ta cũng ước tính rằng, trong thời kỳ không hạn hán, dân số chúng tăng một tỷ lệ 20 phần trăm mỗi năm. Hạn hán và điều kiện cháy bụi cây là các mối đe dọa tự nhiên.
Ngựa hoang Úc bị bắt có thể được đào tạo như ngựa thường và ngựa yên xe khác. Các đàn hoang dã cũng có thể có tiềm năng là một điểm thu hút khách du lịch. Ngựa hoang Úc đôi khi được bán vào thị trường thịt ngựa châu Âu sau khi bị bắt giết, và đóng góp hàng triệu đô la cho nền kinh tế Úc. Khoảng 30% của ngựa để xuất khẩu lấy thịt có nguồn gốc từ các giống ngựa hoang. Da và lông của những con ngựa cũng được sử dụng và bán. Ngựa hoang Úc hoang đã được sử dụng trong các trại huấn luyện Ngựa hoang Úc bởi tổ chức khuyến khích sự tương tác tích cực giữa khó khăn, thanh niên có nguy cơ cao. Ngựa hoang Úc cũng được sử dụng trong bắt Ngựa hoang Úc khác.

## Gây hại
Chúng làm tổn hại đến thảm thực vật và gây xói mòn, các tác động lên môi trường có thể gây bất lợi, và vì lý do đó có thể được xem xét một mối đe dọa môi trường nghiêm trọng. Tuy nhiên, bởi vì chúng cũng có giá trị kinh tế văn hoá và tiềm năng, quản lý Ngựa hoang Úc là một vấn đề phức tạp. Ngựa hoang Úc trong dãy núi Alps của đông nam nước Úc được cho là hậu duệ của những con ngựa đó đã thuộc sở hữu của Benjamin Boyd. Các Pangare Ngựa hoang Úcxuất hiện đã thích nghi tốt với môi trường ven biển của chúng, nơi chúng đang tiêu thụ cỏ bản địa atriplex, mà chúng không xuất hiện để gây tổn hại. 

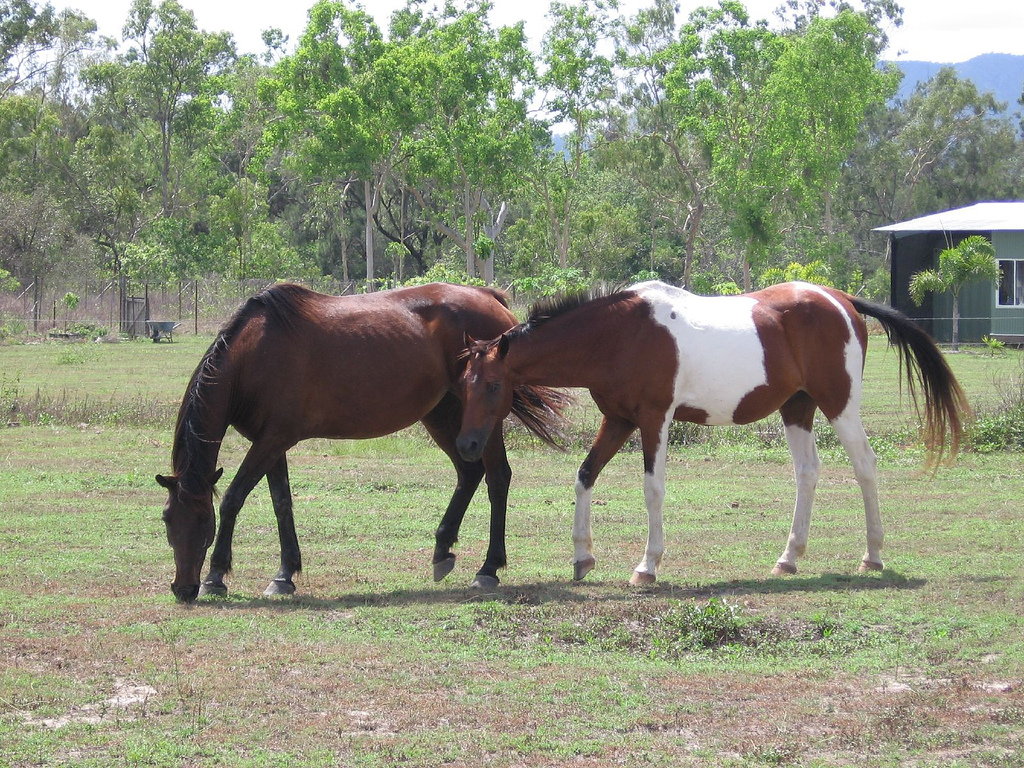
Ngựa hoang Úc có nguồn gốc từ những con ngựa nhà từ châu Âu, chúng đã gây ra tác hại rất lớn về môi trường sống tự nhiên của Úc

Ngựa được mô tả đầu tiên là loài gây hại ở Australia trong những năm 1860, những tác động to lớn đối với môi trường của chúng có thể bao gồm mất đất, đầm nén, và xói mòn. chà đạp của thảm thực vật, giảm sự đa dạng của thảm thực vật, tăng lượng cây chết bởi việc nhai vỏ cây, thiệt hại cho môi trường sống đầm lầy và những hố nước, lây lan của cỏ dại xâm lấn, và tác động có hại khác nhau trên quần thể các loài bản địa và gây ra sự biến mất của nhiều loài bản địa ở Úc.
Trong một số trường hợp, khi con ngựa hoang đang giật mình, chúng có thể làm hỏng cơ sở hạ tầng, bao gồm hệ thống máng, ống, và hàng rào, việc chà đạp, chà đi xát lại của chúng cũng gây xói mòn đất và thiệt hại thực vật, và vì đất không giữ được nước, chà đạp cũng có khả năng gây tổn hại đường thủy và môi trường sống lầy. Chà đạp thô bạo gần suối tăng dòng chảy, làm giảm chất lượng của các nước và gây tổn hại cho hệ sinh thái của sông. Phân ngựa có xu hướng làm bẩn các thủy lộ, cũng như sự tích tụ của xác dẫn đến khi con ngựa hoang bị chết bệnh, chết già, thêm vào tiêu cực tác động môi trường của các loài ngoại lai này tại Úc.
Ngựa hoang cũng có thể làm giảm sự phong phú của các loài thực vật. Sự phơi nhiễm đất do chà đạp khi đàn ngựa phi rầm rập và loại bỏ thảm thực vật thông qua gặm cỏ, chăn thả, kết hợp với các chất dinh dưỡng tăng được tái chế bởi ngựa, tạo thuận lợi các loài cỏ dại phát triển và lây lan, sau đó xâm nhập vào khu vực và vượt qua các loài bản địa, giảm dần sự đa dạng của chúng. Chúng ăn các thực vật đã bị đe dọa và bị hạn chế, và những ảnh hưởng tiêu cực của chúng là phổ biến hơn, ngựa hoang cũng có thể nhai vỏ cây, có thể để lại một số cây dễ bị tổn thương các mối đe dọa bên ngoài.
Những thay đổi trong thảm thực vật là kết quả khi con ngựa hoang quá nhiều ở một khu vực ảnh hưởng đến các loài chim, cũng như làm thay đổi môi trường sống của các loài chim và con mồi của chúng, ngựa hoang chăn thả cũng liên quan đến sự suy giảm các loài bò sát và động vật lưỡng cư do mất môi trường sống. Ngoài ra, chăn thả và sự chà đạp đường thủy gần ảnh hưởng đến hệ động vật thủy sản. Trong khu vực thường xuyên có những con ngựa, mật độ cua là cao hơn, làm tăng xu hướng cho ăn thịt cá. Kết quả là, mật độ cá giảm như việc loại bỏ thảm thực vật làm cho chúng dễ bị ăn thịt. Tại các khu vực nơi mà ngựa là phong phú, quần thể macropod ít phổ biến. Điều này rất có thể là do tiêu thụ ngựa của thảm thực vật mà các con macropods thường ăn. Khi ngựa được loại bỏ, những dấu hiệu về sự hiện diện của macropods khác nhau, đặc biệt là chuột túi wallaby tăng.
Như vậy, cạnh tranh với con ngựa có thể là lý do cho sự sụt giảm ở các quần thể macropod trong khu vực nhất định. Quần thể Ngựa hoang Úc cũng có thể có tiềm năng để vượt qua bệnh kỳ lạ, chẳng hạn như bệnh cúm ngựa và bệnh tật ngựa nhà Nam Phi ngựa. Chúng cũng có thể gây ra bệnh sốt ve, mà có thể được thông qua với cả ngựa và gia súc. Điều này có thể dẫn đến tử vong cao trong số các quần thể ngựa nhà, khiến nhiều nông dân quan tâm đến việc quản lý của ngựa hoang. Giống như tất cả các vật nuôi, Ngựa hoang Úc có thể mang ký sinh trùng Cryptosporidium parvum, mà có thể dẫn đến viêm dạ dày ruột nghiêm trọng ở những người uống phải nước uống bị ô nhiễm. 

## Kiểm soát

### Chính sách
Mặc dù việc quản lý yếu kém của con ngựa hoang dã có thể đặt ra một mối đe dọa sinh thái và môi trường ở một số bộ phận của Australia, quản lý của chúng trở nên khó khăn bởi các vấn đề về tính khả thi mà công chúng quan tâm. Hiện nay, các nỗ lực quản lý khác nhau, như con ngựa hoang dã được coi là loài gây hại ở một số bang như Nam Australia, bao gồm cả Queensland. Ngoài ra còn có tranh cãi về việc loại bỏ các Ngựa hoang Úc từ Vườn quốc gia. Lập luận chính ủng hộ việc loại bỏ các Ngựa hoang Úclà chúng tác động đến hệ sinh thái mong manh và thiệt hại và tiêu diệt hệ thực vật bản địa quý hiếm và động vật. 

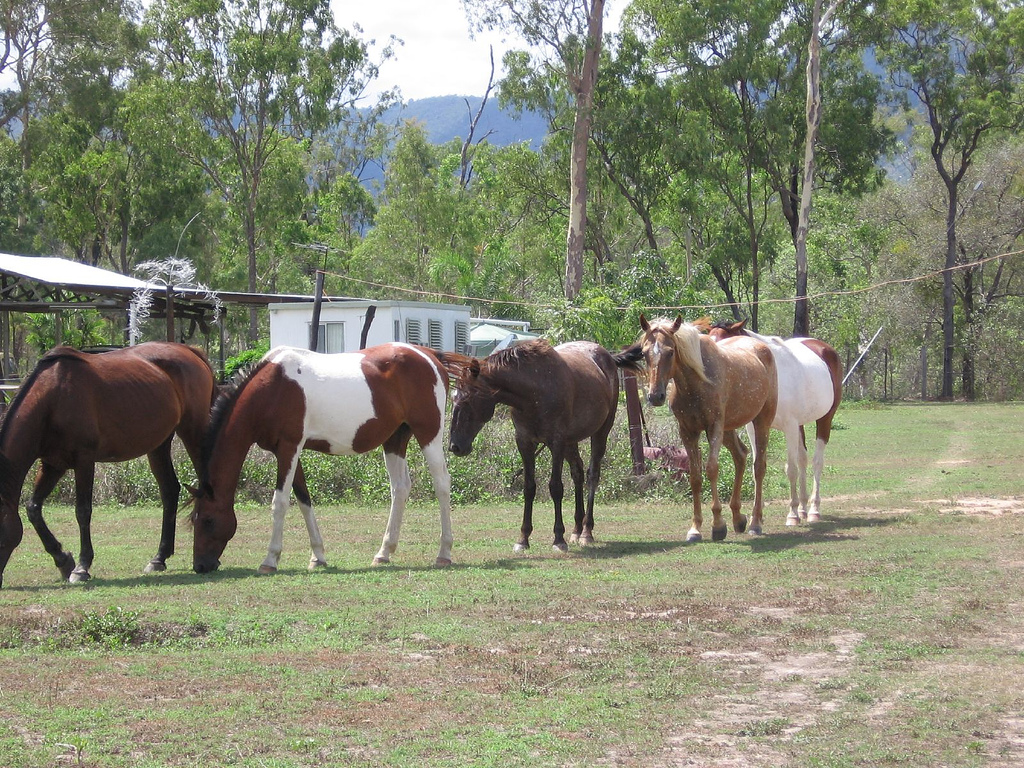
Một đàn ngựa hoang đang được kiểm soát

Dư luận quan tâm là một vấn đề lớn trong nỗ lực kiểm soát như nhiều người ủng hộ cho việc bảo vệ Brumbies, bao gồm cả những người thổ dân, những người tin rằng con ngựa hoang dã thuộc về đất nước. Các nhóm lợi ích ngựa bực bội về áp đặt ngựa là "hoang dã "và hoàn toàn trái ngược với bất kỳ biện pháp đe dọa sự sống còn của chúng. Trong khi một số nhóm bảo vệ động vật như RSPCA miễn cưỡng chấp nhận loại thịt, các tổ chức khác như "Bảo vệ Ngựa hoang Úc" phản đối các kỹ thuật tiêu huỷ gây chết người và cố gắng để tổ chức tái định cư của các loài động vật thay thế.
Nó đã được lập luận rằng di dời, mà thường liên quan đến giờ của máy bay trực thăng sẽ đau buồn hơn cho những con ngựa xấu số. Trong khi đó, các nhóm bảo vệ môi sinh, như Quỹ bảo tồn Úc, ưu tiên tiêu hủy nhân đạo như là một phương tiện kiểm soát vì những thiệt hại vì dân số Ngựa hoang Úc quá tải có thể gây ra thiệt hai cho hệ thực vật bản địa và động vật, nhưng cũng thường trái ngược với các cách thức tiêu hủy theo kiểu hủy diệt, họ cũng đồng ý là kiểm soát nhưng không được bạo tàn và thô bạo. 

### Phương pháp
Các phương pháp truyền thống của loại bỏ, gọi là rượt Ngựa hoang, gợi nhớ đến bài thơ mang tính biểu tượng Banjo Paterson, The Man from Snowy River, Các lựa chọn để kiểm soát dân số bao gồm kiểm soát khả năng sinh sản và dùng máy bay trực thăng bắn súng để bắn hạ, và bẫy. Không ai trong số các phương pháp này là hoàn toàn tự do khỏi đau khổ cho những con ngựa, và các chi phí của từng biện pháp là rất cao. Các chi phí bao gồm những yếu tố kinh tế, chẳng hạn như nghiên cứu, mua sắm thiết bị, và các chi phí lao động, cũng như mối quan tâm về đạo đức về phúc lợi đối với con ngựa. 

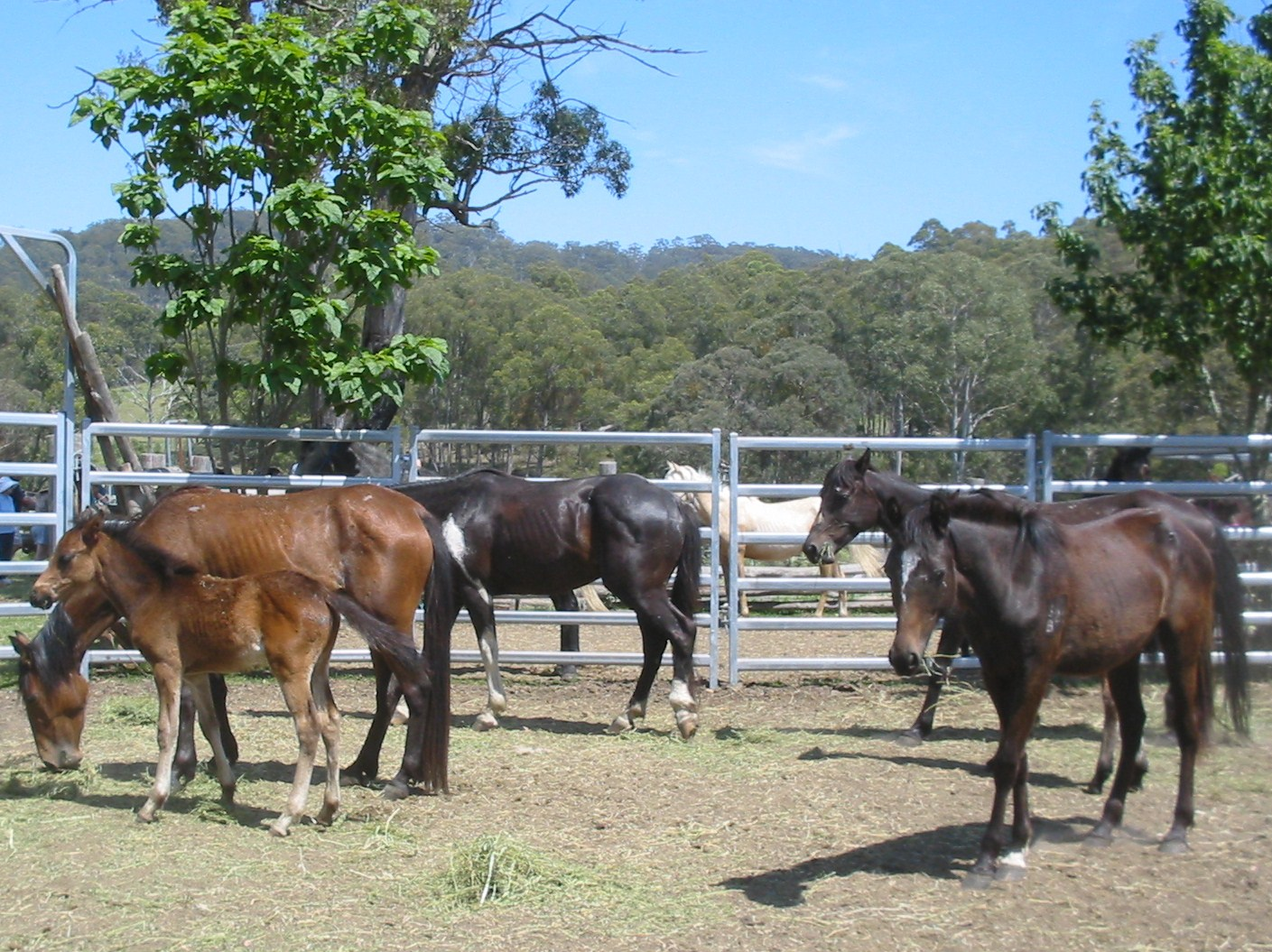
Nhiều biện pháp kiểm soát ngựa hoang vấp phải sự chỉ trích của các tổ chức bảo vệ động vật ở Úc cho rằng vô nhân đạo

Kết quả là, các phương tiện có hiệu quả hơn và hiệu quả của kiểm soát là việc kiểm soát sinh sản, ngăn không cho chúng sinh đẻ. Kiểm soát khả năng sinh sản là một phương pháp không gây chết người quản lý dân cư thường được xem như là đối xử nhân đạo nhất, và việc sử dụng nó được hỗ trợ bởi RSPCA. Trong khi nó xuất hiện như những phương pháp điều trị có hiệu quả trong mùa sinh sản ngay lập tức sau khi tiêm, tác dụng kéo dài được tranh cãi. Bởi vì nó là tốn kém và khó điều trị động vật liên tục, phương pháp này, dù đã được lý tưởng, không được thực hiện rộng rãi.
Phương pháp sử dụng máy bay để do thám và bắn hạ chúng từ trên không. Phương pháp này dễ thực hiện vì chúng sống ở đồng bằng nên dễ dàng tìm thấy và bắn hạ. Máy bay trực thăng bắn giết cho phép do thám trên không của một khu vực rộng lớn để nhắm mục tiêu dân số dày đặc nhất, và bắn súng có thể nhận được đủ gần để các động vật được dứt điểm. Phương pháp này được coi là phương tiện hiệu quả và chi phí hiệu quả nhất của kiểm soát, nhưng không chấp thuận cao trong số những người tin rằng nó là vô nhân đạo.
Nhử ngựa là một quá trình lao động mà kết quả trong một trong hai kết quả chính: giết mổ để bán, hoặc di dời. Nó có thể được hỗ trợ bởi thức ăn thu hút trong đó kiện cỏ khô được đặt chiến lược để thu hút những con ngựa hoang đến một vị trí nơi đặt bảy là khả thi. Trong ngày 22 tháng 10 và ngày 24 tháng 10 năm 2000, khoảng 600 con Ngựa hoang Úc đã bị bắn trong công viên quốc gia Guy Fawkes sông do Công viên và Động vật hoang dã Quốc gia. Như một kết quả của sự phản đối công khai mà theo Chính phủ NSW thành lập một Ban chỉ đạo để điều tra các phương pháp thay thế kiểm soát. Kể từ khi chiến dịch bắt đầu để loại bỏ những con ngựa từ các công viên quốc gia.
Kế hoạch của chính quyền bang Queensland, Australia bắn chết hơn 10.000 con ngựa hoang để bảo vệ môi trường đã vấp phải sự phản ứng mạnh mẽ của các nhà hoạt động bảo vệ động vật. Kế hoạch của chính quyền bang Queensland, Australia bắn chết hơn 10.000 con ngựa hoang để bảo vệ môi trường đã vấp phải sự phản ứng mạnh mẽ của các nhà hoạt động bảo vệ động vật. Bang Queensland dự định chỉ giữ lại một số loài ngựa, ngựa chưa thuần chủng, và thông tin này được giữ bí mật do lo ngại sự phản đối của dân chúng.
Lý giải cho việc này, chính phủ cho rằng bầy ngựa phát triển quá nhanh chính là nguyên nhân gây ra xói mòn đất, phá hủy nguồn nước, gây hại cho cuộc sống của các thổ dân và làm ảnh hưởng đến nguồn thức ăn của các loài động vật hoang dã khác. Tuy nhiên, các nhóm bảo vệ động vật cho rằng, việc bắn giết vô tội vạ đàn ngựa hoang dã không phải là cách giải quyết vấn đề.